# Bettina Fless

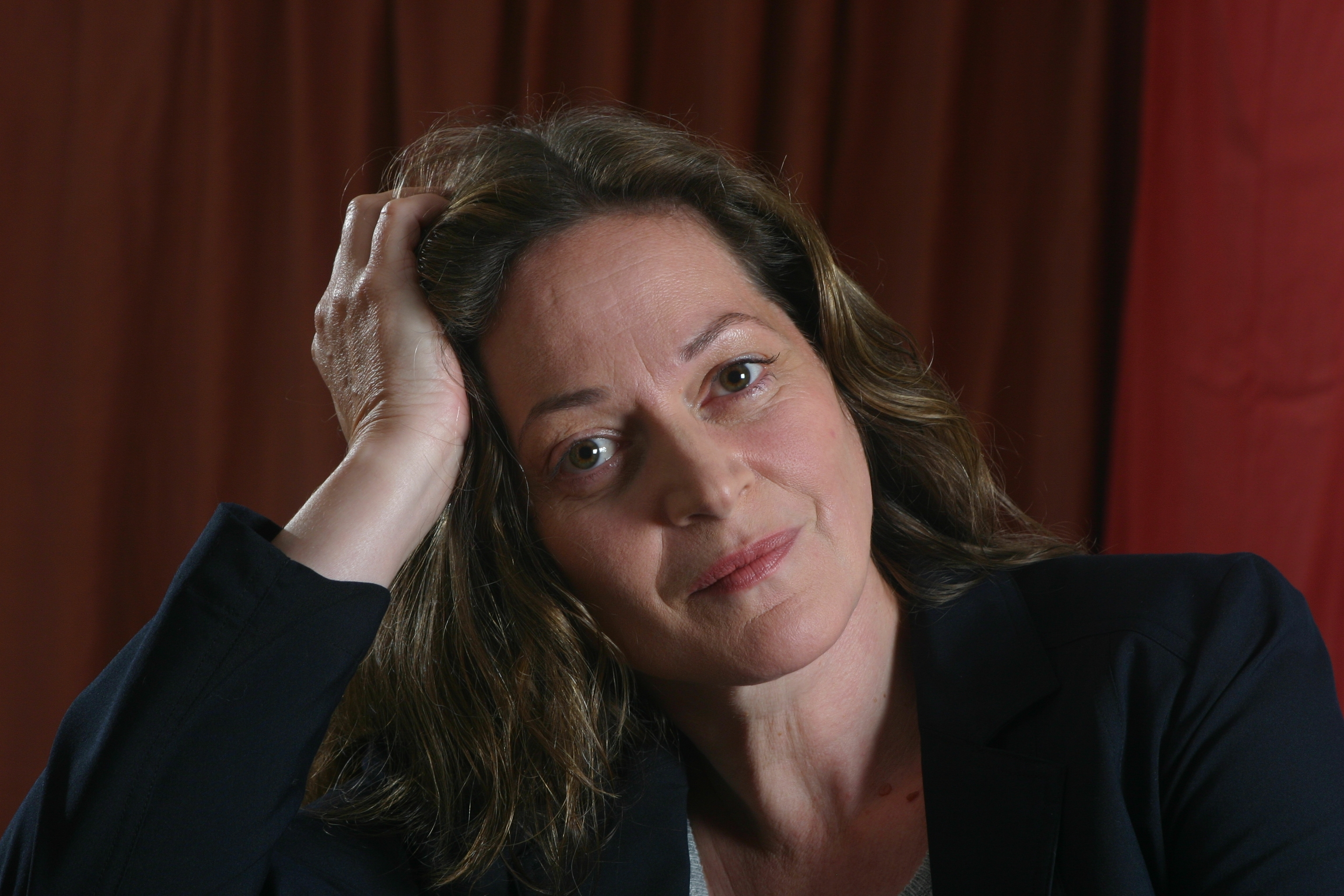
Bettina Fless, 2006

Bettina Fless (* 1961 in Unna; † 13. April 2007 in Fulda) war eine deutsche Schauspielerin, Dramatikerin, Dozentin und Theaterregisseurin.

## Leben
Nach einer Bildhauerlehre studierte sie von 1980 bis 1982 am Seminar für Sprache und Schauspiel in Salem Philosophie und Literaturwissenschaften. Von 1982 bis 1986 folgte ein Studium an der Hochschule der Künste in Berlin am Max-Reinhardt-Seminar, das sie mit Diplom im Fachbereich Darstellende Kunst abschloss.
Bettina Fless begann ihre berufliche Karriere von 1986 bis 1988 am Stadttheater Gießen. Danach wechselte sie 1988 als Schauspielerin zum Nationaltheater Mannheim. Von 1992 bis 1995 gehörte sie als Schauspielerin, Autorin und Regisseurin dem Schauspielhaus Bochum an.
Bettina Fless lebte mit ihrem Mann Wolfgang Ressmann in Neustadt an der Weinstraße und in Berlin.

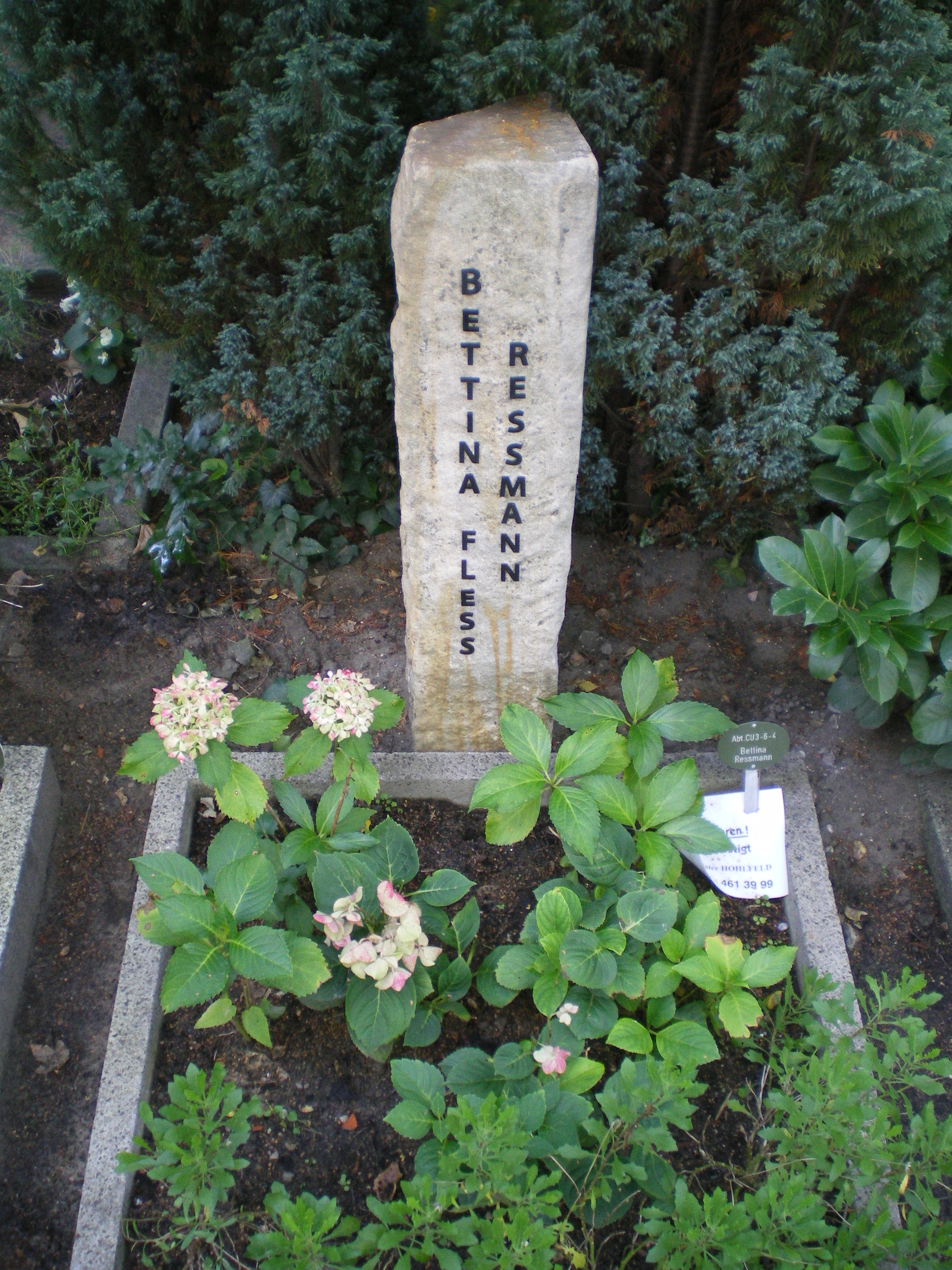
Grab von Bettina Fless auf dem Dorotheenstädtischen Friedhof, Berlin

Bettina Fless verstarb nach kurzer schwerer Krankheit während der Regiearbeiten zu ihrer eigenen Dramatisierung des Romans Lieben Sie Brahms? von Françoise Sagan. Sie fand ihre letzte Ruhe auf dem Dorotheenstädtischen Friedhof in Berlin.

## Preise und Auszeichnungen
- 1991 Dr.-Otto-Kasten-Preis für ihr Theaterstück Memmingen
- 1991 Dramatikerwerkstipendium des Literaturfonds Darmstadt für Asyl am Bayerischen Staatsschauspiel München und am Schauspielhaus Bochum
- 1992 Förderpreis der Stadt Nürnberg für Frauen am Theater

## Werke
- Memmingen, ein Theaterstück (1989)
- Asyl in der ersten Welt, eine Tragikomödie (1993)
- Die Schlucht, eine Hommage an Heiner Müller nach Der Krieg hat kein weibliches Gesicht von Swetlana Alexejewitsch (1996)
- Ovid, Libretto (1998)
- Melissa, Schauspiel (2001)
- Talk bei Kirsche, medienbulimische Farce (2002)
- Zwei Stunden, ein politisches Schweigen (2005)
- Wein & Eisen, ein Politolett, gemeinsam mit Herbert Koppenstein (2006)
- Lieben Sie Brahms?, Bearbeitung für das Theater nach dem Roman von Françoise Sagan (2007)

## Inszenierungen
- 1989 Blut am Hals der Katze von Rainer Werner Fassbinder, Triebtheater, Ludwigshafen am Rhein
- 1989 Memmingen, Studio Werkhaus, Nationaltheater Mannheim
- 1991 Memmingen, WLT Castrop-Rauxel, „Akzente“, Theaterfestival
- 1993 Asyl, in der ersten Welt, Schauspielhaus Bochum
- 1995 Die Berühmten von Thomas Bernhard, Schauspielhaus Bochum
- 1996 Minna von Barnhelm von Gotthold Ephraim Lessing, Bremer Theater
- 2006 Hommage a Mikis Theodorakis mit Kostas Papanastasiou u. a.
- 2006 Wein & Eisen, ein Politolett
- 2007 Lieben Sie Brahms?, Tourneetheater Landgraf mit Renan Demirkan, Stefan Reck u. a.

## Trivia
Auf der auf dem US-amerikanischen Label Telepathic Records erschienenen EP von Error 129 ist der Track „Fless Me“ zu finden, der ein kurzes Original-Sample der Stimme von Bettina Fless enthält.

## Einzelbelege
1. ↑  www.tagesspiegel.de - 22. April 2007

| Personendaten    | Personendaten                                                     |
| ---------------- | ----------------------------------------------------------------- |
| NAME             | Fless, Bettina                                                    |
| KURZBESCHREIBUNG | deutsche Autorin, Dozentin, Schauspielerin und Theaterregisseurin |
| GEBURTSDATUM     | 1961                                                              |
| GEBURTSORT       | Unna, Nordrhein-Westfalen, Bundesrepublik Deutschland             |
| STERBEDATUM      | 13. April 2007                                                    |
| STERBEORT        | Fulda, Hessen, Bundesrepublik Deutschland                         |